# Murat IV.
Murat IV. Gazi (osmansko turško: مراد رابع, Murād-i rābi) (26/27. julij 1612, 9. februar 1640), sultan Osmanskega cesarstva (1623-1640), poznan po ponovni vzpostavitvi državne oblasti in brutalnosti. 
Rojen je bil v Istanbulu kot sin sultana Ahmeda I. (1603-1617) in valide sultan Kadinefendi Kösem Sultan, poznane tudi kot Mahpeyker, etnične Grkinje z rojstnim imenom Anastazija. Na prestol je prišel po dvorni zaroti, v kateri so vrgli s prestola njegovega mentalno zaostalega strica Mustafa I. (1617–1618 in 1622–1623), ko je bil star komaj enajst let. Poročen je bil z Ajšo, s katero ni imel otrok. 

## Vladanje
Muratovo vladanje je bilo dolgo časa pod nadzorom njegovih sorodnikov, predvsem matere Kösem Sultan, ki je pravzaprav sama vladala v njegovem imenu. Cesarstvo je zabredlo v brezvladje, Safavidsko cesarstvo je zasedlo Irak, v severni Anatoliji so izbruhnili upori, janičarji pa so leta ta 1631 naskočili palačo velikega vezirja in ga ubili. Murat IV. se je ustrašil, da bo doživel usodo svojega starejšega brata Osmana II. (1618–1622), zato je sam prevzel državno oblast.   
Sklenil je zatreti korupcijo, ki se je razrasla med vladanjem prejšnjih sultanov in je niso preprečevali niti v času, ko je v njegovem imenu vladala njegova mati. Uvedel je nekaj političnih sprememb in omejil razsipno državno potrošnjo.
V Istanbulu je prepovedal uživanje alkohola, tobaka in kave. Ponoči je preoblečen v meščana hodil po mestu in preverjal izvajanje svojega ukaza. Kršitelji zakona so bili usmrčeni, čeprav je bil sam Murat stalen pivec.

## Vojaški uspehi
Na vojaškem področju je najpomembnejša vojna s Perzijo, v kateri so osmanske sile napadle Azerbajdžan, osvojile Erevan, Tabriz in Hamadan in ponovno osvojile Bagdad. 
V zadnjih letih vojne je sam poveljeval osmanski armadi, tudi med končnim pohodom v Mezopotamijo, in se izkazal kot dober poveljnik. Bil je predzadnji osmanski sultan, ki je na bojišču osebno poveljeval svoji vojski. Med pohodom na Iran je  uničil upornike v Anatoliji in ponovno vzpostavil red v državi. 
Vojna na vzhodu se je končala s podpisom Kasri şirinske mirovne pogodbe maja 1639, s katero je Mezopotamija trajno pripadla Osmanskem cesarstvu. Po vrnitvi v Istanbul je ukazal uglednim državnikom cesarstva, naj pripravijo ekonomske in politične ukrepe, ki bi cesarstvo vrnili prejšnjo uspešnost. Izvedbo njegovih idej je preprečila bolezen in zgodnja smrt.

## Smrt
Murat IV., ki je svojim podložnikom prepovedal uživanje alkohola, je umrl v Istanbulu zaradi ciroze jeter, star komaj 27 let. Na smrtni postelji je ukazal usmrtiti brata Ibrahima, ki je bil mentalno bolan in ni bil sposoben uspešno vladati cesarstvu. Ibrahimova smrt bi pomenila konec Osmanove dinastije. Njegovega ukaza niso izvršili in Muratov brat je kljub bolezni vladal cesarstvu kot Ibrahim I. od leta 1640 do 1648. 